# ヒーロークラブ
『ヒーロークラブ（HERO CLUB）』は、東映ビデオより発売されていた、東映制作の特撮ヒーロー作品を扱う子供向けのVHSソフト（1988年 - 2004年）→DVDソフト（2003年 - 2020年）のシリーズレーベルである。収録時間は1巻分につき30分。
VHS時代は東映動画→東映アニメーション制作のアニメ作品も取り扱っていたが、DVDに移行後は特撮のみの構成となった。

## 概要

### VHS時代
1988年11月にアニメ、特撮作品を扱う、テレビシリーズの数話分の内容を30分に凝縮した低価格のセルビデオシリーズとして発売開始。幅広いコンテンツの枠を生かし、当時放送中の作品のみならず、発売時に放送が終了していた作品を扱う場合もあった。
取り扱われる作品は基本的に東映および東映動画→東映アニメーション制作作品がほとんどだが、他社作品として『ウルトラセブン』、『中華一番!』が発売されたこともある。
VHS時代のラインナップは1作品あたり、最高で5巻までリリースされており、取り扱われる話数も各作品の前後半に限らず、複数のエピソードを抜粋して扱うことが多かった。
初期にリリースされた作品は、バンダイ ホームビデオから『バンダイ スーパービデオセレクション（SVS）』シリーズとして玩具店専用のものが発売されていたが、どちらも基本的には同一内容である。1991年以降は東映がバンダイ向けに編集したヒーロークラブと別内容の東映作品の30分編集ソフトをSVSシリーズ、および後続レーベルの『ばっちしV』でも発売するようになった。
ソフトには同梱品として、解説書および、そのソフトで扱われたキャラクターのカード、シール、パズルなどのおまけが付属することもあった。
特撮作品の場合、仮面ライダーシリーズやスーパー戦隊シリーズ、メタルヒーローシリーズといったシリーズ系の作品に関しては、単一作品のみならず、複数の作品をテーマごとにまとめたものも多数作られていた。上記のシリーズに含まれない単発の特撮作品についても、メタルヒーローシリーズの作品と組み合わせることで複数の作品をまとめたものが存在していたが、2000年代以降は過去の特撮作品は扱われなくなった。
一方、アニメ作品では『ゲゲゲの鬼太郎』シリーズや『美少女戦士セーラームーン』シリーズ、デジモンシリーズが人気タイトルだったが、VHS時代末期の2002年を最後にアニメ作品のリリースを終了した。
なお、ビデオラベルの配色は1996年前期まで黄色メインに白枠（腹ラベルのみ）と緑文字で固定されていたが、同年後期からは同じ東映ビデオから発売されたほかのVHSソフトのラベルがそれまでの水色から薄緑色のものに切り替わるのと同時に、ヒーロークラブのラベル仕様も薄緑色に切り替わり、背ラベルのみタイトルが表記され、腹ラベルはほかのVHSソフトと共通のものになった。

### DVD時代
家庭用映像メディアの主流がDVDへと移り変わった2003年からはDVDとしての発売を開始。翌2004年まではVHSとDVDの並行リリースが続いていたが、同年限りでVHSとしてのリリースを打ち切り、翌2005年以降はDVDのみとなった。
DVDに移行後のヒーロークラブで扱われる作品は、仮面ライダーシリーズおよびスーパー戦隊シリーズの単一タイトル作品のみに絞られ、両シリーズとも複数のタイトルをまとめて扱うことはなくなった。ただし、スーパー戦隊シリーズのアメリカ版であるパワーレンジャーシリーズの日本語吹き替え版タイトルの編集版が特例で発売されている。
巻数も1作品につき1クール目からのエピソードを抜粋収録した全2巻構成が基本となり、2クール目以降のエピソードは収録されず、各作品とも3巻以上発売されることもなくなった。
VHS時代は基本的にセルビデオのみの発売となっていたが、一部のレンタル店でもレンタルされていたことから、DVDに移行後はセル版と同時にレンタル版もリリースされるようになる。2016年1月の『仮面ライダーゴースト』の2巻を最後にセル版のリリースを打ち切り、同年展開の『動物戦隊ジュウオウジャー』からはレンタル版のみとなったが、2020年12月に展開の『仮面ライダーセイバー』を最後に、新作がリリースされることはなくなった。ただし、シリーズ終了に関しては、公式からの告知はない。

## 発売作品一覧
- ★マークがある作品は、バンダイのSVSシリーズでも発売された作品。
- 作品名が斜体表記の場合は、単一タイトルで発売されず、複数の作品をまとめた作品でのみ紹介された作品。
- 特記のない場合、特撮作品は東映が、アニメ作品は東映動画→東映アニメーションがすべて制作を担当。

### 特撮（VHS時代）

#### 仮面ライダーシリーズ
仮面ライダーシリーズも参照。

#### スーパー戦隊シリーズ
スーパー戦隊シリーズも参照。

#### メタルヒーローシリーズ
メタルヒーローシリーズも参照。

### 特撮（DVD時代）
いずれも単一タイトル1作品ごとの発売となっている。
VHS版と同時発売された作品に関してはVHS時代の項目を参照。

### アニメ
いずれもVHSのみの発売となっている。